# Тайна Боскомской долины
«Тайна Боскомской долины» (англ. The Boscombe Valley Mystery) — произведение из серии «Приключения Шерлока Холмса» Артура Конана Дойля. Впервые опубликовано «Strand Magazine» в 1891 году.

## Описание
В Боскомской долине, расположенной в Англии недалеко от Росса, убит пожилой арендатор Чарльз Маккарти. Перед гибелью он повздорил со своим сыном Джеймсом, на которого и падает подозрение. Джеймс заявляет, что встретил отца в лесу случайно, тот подал возглас «Коу», а, увидев сына, удивился и после спора о невесте прогнал его. Джеймс ушёл, но, услышав предсмертный крик отца, прибежал обратно. Перед смертью отец успел сказать только слово «a rat» (рус. крыса), а также Джеймс заметил лежащий на земле плащ, который затем исчез.
Джеймсу грозила виселица, однако Шерлок Холмс при помощи своего метода выходит на настоящего виновника — крупного землевладельца Джона Тэнера, который в юности, во времена золотой лихорадки в Виктории, промышлял разбоем в австралийском городе Балларэт.
Шайка Тэнера ограбила конвой с золотом, шедший из Балларэта в Мельбурн. Джон пощадил жизнь кучера Маккарти, уехал в Англию и начал богатую честную жизнь. Вскоре Маккарти разыскал Тэнера на его новом месте и буквально сел ему на шею. Узнав о смертельной болезни Тэнера (по возможностям тогдашней медицины диабет относился к неизлечимым заболеваниям), он захотел, чтобы дочь Тэнера вышла замуж за его сына. В лесу он должен был встретиться с Тэнером и позвал его австралийским кличем «Коу» (который Джеймс принимал за семейный). Тэнер, покуривавший в стороне, не выдержал, как оба Маккарти спорят о его дочери, и после ухода сына убил отца. На суде Холмсу удалось оправдать Джеймса, не упомянув о Тэнере.
В конце Тэнер умирает, а Джеймс и Алиса (дочь Тэнера) женятся.

## Экранизации
- Телесериал «Приключения Шерлока Холмса». Произведён в Великобритании в 1984—1994 гг. Сезон 3 «Приключения Шерлока Холмса», эпизод 4 «Тайна Боскомской долины».